# Queen Christina (película de 1933)
Queen Christina (La reina Cristina de Suecia en España; La reina Cristina en México y Venezuela) es una película estadounidense de 1933 dirigida por Rouben Mamoulian, con Greta Garbo, John Gilbert, Ian Keith, Lewis Stone y Elizabeth Young en los papeles principales. 
Basada en una historia de Salka Viertel y Margaret P. LeVino. El guion fue escrito por Viertel LeVino y Margaret "Peg" LeVino, con diálogo de S. N. Behrman.
La película está inspirada en la vida de la reina Cristina de Suecia, del siglo XVII, quien se enamora durante su reinado y debe lidiar con la realidad política de la sociedad en el momento. Representó para Greta Garbo el regreso a la pantalla, luego de dieciocho meses de ausencia.

## Argumento
La película narra la vida de la Reina Cristina de Suecia (Greta Garbo), quien es muy devota a su país y al bien común de su gente, y ha abandonado hace tiempo todo lo que respecta a su persona y a posibles relaciones románticas. 
Pero un día, en un esfuerzo por escapar a las restricciones del protocolo, se escapa disfrazada con ropas masculinas y queda bloqueada por la nieve, refugiándose en una taberna. Allí conoce a un enviado diplomático español llamado Antonio Pimentel de Prado (John Gilbert), de quién se enamora, cambiando su postura frente a las relaciones interpersonales. Luego de una idílica noche juntos, Cristina y Antonio deben separarse, pero la reina jura en ese momento renunciar a su trono para poder casarse. 
Al finalizar el film, Cristina abdica el trono y se exilia de Suecia. Antonio muere en sus brazos.

## Críticas
El crítico Mordaunt Hall escribió para el New York Times una crítica positiva, favoreciendo al guion y la dirección de la película. Escribe: 

"S. N. Behrman es responsable por el diálogo, una brillante y suave pieza escrita, y Rouben Mamoulian la dirigió. El Sr. Mamoulian aún conserva su afición por pedir a la audiencia que preste atención a su trabajo con luces y sombras, antes de continuar con la historia. Pero en esta ocasión lo hace menos frecuentemente, y sus escenas son, sin duda, composiciones encantadoras."

Actualmente, esta película ha conseguido una calificación 100% "Fresca" en el sitio web Rotten Tomatoes, basada en diez críticas.
El semiólogo francés Roland Barthes también se interesó por el film y por el ambiguo rostro de Greta Garbo: 

La Garbo mostraba una especie de idea platónica de la criatura y esto explica que su rostro sea casi asexuado, sin que por ello resulte dudoso. Es cierto que la película (...) se presta a esa indivisión, pero allí la Garbo no realiza ninguna actuación de travesti: siempre es ella misma, un fingir lleva bajo su corona o bajo sus grandes sombreros gachos el mismo rostro de nieve y soledad.

## Reparto
- Greta Garbo: la reina Cristina.

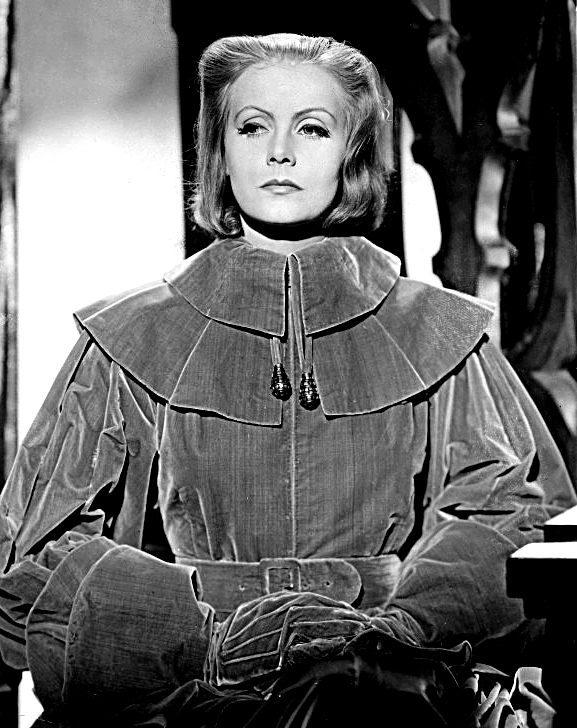
Foto publicitaria de la película

- John Gilbert: Antonio Pimentel de Prado
- Ian Keith: Magnus.
- Lewis Stone: Oxenstierna.
- Elizabeth Young: la Condesa Ebba Sparre.
- C. Aubrey Smith: Aage.
- Reginald Owen: Charles.
- Georges Renavent: Chanut.
- David Torrence: el Arzobispo.
- Gustav von Seyffertitz: el General.
- Ferdinand Munier: el Tabernero.
- Akim Tamiroff (sin acreditar): Pedro.
- Muriel Evans: la empleada de la taberna.
- Hooper Atchley: el compañero de Antonio en el coche.

## Candidaturas
- Festival Internacional de Cine de Venecia: Copa Mussolini, Rouben Mamoulian; 1934.